# Море Гумбольдта

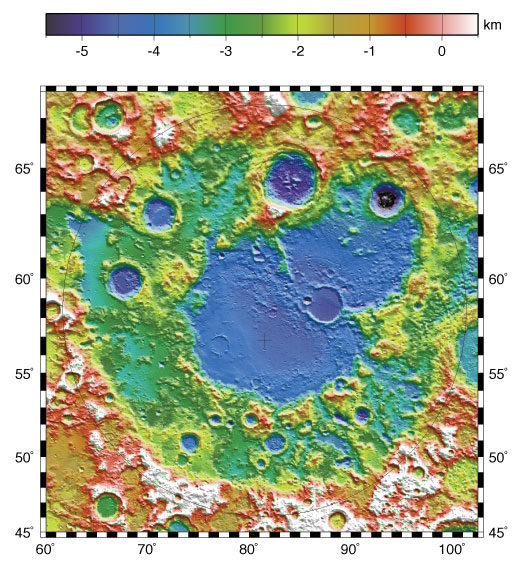
Карта висот басейну Моря Гумбольдта за даними супутника Lunar Reconnaissance Orbiter (синє — низовини, червоне — височини)

Море Гумбольдта (лат. Mare Humboldtianum) — море на Місяці, на північно-східному краю видимого боку. Розмір — близько 230 км, координати центра — 56°54′ пн. ш. 81°30′ сх. д. / 56.9° пн. ш. 81.5° сх. д. Лежить у центрі 600—700-кілометрового басейна. Через розташування моря поблизу межі видимої та зворотної півкуль Місяця його видимість залежить від лібрацій.

## Назва
На честь Александера фон Гумбольдта це море назвав у 19 столітті Йоганн Генріх фон Медлер. Про видатного дослідника незнаних земель воно нагадало Медлеру через своє розташування: море ніби утворює зв'язок між дослідженою та незнаною тоді півкулями Місяця. Воно стало одним із двох місячних морів, названих на честь людей (друге — Море Сміта). 1935 року ці та багато інших місячних назв затвердив Міжнародний астрономічний союз.
Раніше Море Гумбольдта мало інші назви. 1645 року Міхаель ван Лангрен назвав його Pappi на честь Паппа Александрійського. 1647 року Ян Гевелій дав йому ім'я Амадоцького болота (лат. palus Amadoca) — легендарної чи міфічної водойми на межі Поділля та Волині, відомої також як Амадоцьке озеро. 1651 року Джованні Річчолі назвав об'єкт на честь Заратуштри (лат. Zoroaster).

## Басейн
Море Гумбольдта розташоване в великому басейні, де займає лише малу частину площі. Цей басейн примітний незвичайною кутастою формою і має розмір 600—700 км. У його центрі є заглиблення, оточене кільцевим хребтом діаметром близько 300 км, і частину цього заглиблення й займає море.
Крім двох згаданих кілець (600—700-кілометрового та 300-кілометрового), у цього басейну можуть бути й інші, слабко виражені кільця: 200-кілометрове та 460-кілометрове. Раніше деякі дослідники висували припущення і про існування кількох інших кілець.
Глибина басейну до рівня поверхні моря — 4–5 км, а товщину шару лави (глибину моря) оцінюють у 1,5 км. Абсолютна висота його поверхні — близько 3,9–4,5 км нижче нульового рівня. Крім Моря Гумбольдта, басейн містить і інші (безіменні) морські ділянки, розташовані в його західній частині між двома основними кільцями.
Басейн Моря Гумбольдта відносно добре зберігся, хоча його північний край зруйнований астероїдним бомбардуванням. Навколо басейну досі простежуються радіальні нерівності, утворені при падінні його викидів (на півдні — до відстані 600 км від його краю). Подібно до інших великих місячних кратерів, цей басейн створює гравітаційну аномалію: маскон, оточений зоною послабленої гравітації. Різниця значень аномалії Бугера між ними становить 482 ± 12 мГал.
На північно-східному краю басейну (61°06′ пн. ш. 99°30′ сх. д. / 61.1° пн. ш. 99.5° сх. д.) є область, де ґрунт надзвичайно багатий на торій (5,10 ± 0,19 ppm). Ймовірно, це місце колишніх вулканічних вивержень іншого типу, ніж ті, що створили моря. Є припущення, що там відбувалися рідкісні для Місяця виверження багатих на діоксид кремнію порід, таких як ліпарит.

## Суміжні об'єкти та деталі поверхні
На північному сході Море Гумбольдта межує з кратером Белькович приблизно такого ж, як саме море, розміру — 215 км. На край Бельковича накладений 86-кілометровий кратер Гайн. Це єдині (крім сателітних кратерів) деталі поверхні в басейні Моря Гумбольдта, що станом на 2018 рік мають офіційну назву.
В західній частині моря розташований примітний 30-кілометровий кратер, майже цілком залитий лавою. Вздовж західного краю моря проходить невелика гряда. Море перетинають промені сусіднього молодого кратера Гайн.

## Геологічна історія
Басейн Моря Гумбольдта утворився в нектарському періоді. Ймовірно, він молодший за сусідній басейн Моря Криз, хоча деякі дослідники схилялися до протилежного. Лава, що складає власне море, виверглася пізніше — в пізньоімбрійській епосі. Вік сучасного лавового покриву Моря Гумбольдта лежить у межах 3,4—3,7 млрд років, а безіменного моря на північному заході басейну — в межах 3,6—3,9 млрд років, причому в кожному морі вік різних ділянок помітно різний (дані підрахунку кратерів 2011 року). Те, що в центрі басейну вік лавового покриву загалом менший, ніж на периферії, може бути пов'язано з довшими виверженнями через меншу товщину місячної кори.